# Abbeville (Mississipi)
Abbeville és una població dels Estats Units a l'estat de Mississipi. Segons el cens del 2000 tenia 423 habitants.

## Demografia
Segons el cens del 2000, Abbeville tenia 423 habitants, 172 habitatges, i 130 famílies. La densitat de població era de 46,9 habitants per km².
Dels 172 habitatges en un 26,2% hi vivien nens de menys de 18 anys, en un 61% hi vivien parelles casades, en un 12,2% dones solteres, i en un 24,4% no eren unitats familiars. En el 20,3% dels habitatges hi vivien persones soles el 7% de les quals corresponia a persones de 65 anys o més que vivien soles. El nombre mitjà de persones vivint en cada habitatge era de 2,46 i el nombre mitjà de persones que vivien en cada família era de 2,86.
Per edats la població es repartia de la següent manera: un 20,1% tenia menys de 18 anys, un 11,8% entre 18 i 24, un 26,2% entre 25 i 44, un 27,7% de 45 a 60 i un 14,2% 65 anys o més.
L'edat mediana era de 38 anys. Per cada 100 dones de 18 o més anys hi havia 89,9 homes.
La renda mediana per habitatge era de 33.542 $ i la renda mediana per família de 36.000 $. Els homes tenien una renda mediana de 27.386 $ mentre que les dones 21.518 $. La renda per capita de la població era de 18.882 $. Entorn del 9,6% de les famílies i l'11,8% de la població estaven per davall del llindar de pobresa.

## Poblacions més properes
El següent diagrama mostra les poblacions més properes.